# Claude Parfaict
Pour les articles homonymes, voir Parfaict.
Claude Parfaict, né en 1705 à Paris, où il est mort le 26 juin 1777, est un historien du théâtre français.

## Biographie
Frère cadet de François, Claude avait, pour le théâtre, le même goût que son frère, aussi, non seulement fut-il son collaborateur pour plusieurs ouvrages, mais il entreprit une Dramaturgie générale, ou Dictionnaire dramatique universel, projet qu’il n’a pas mis à exécution.
Claude Parfaict avait obtenu, par la protection Madame de Pompadour, une pension de douze cents livres dont il jouit jusqu’à sa mort. Le chevalier du Coudray, qui fit imprimer, en 1777, une Lettre au public, sur la mort de MM. de Crébillon (fils), Gresset, et Parfaict, a mis à la suite un petit écrit contre les comédiens, intitulé, Il est temps de parler, et que du Coudray dit être de Parfaict. Rien n’en prouve l’authenticité et sa lecture fait soupçonner du Coudray de l’avoir composé lui-même.
Mais c’est à Claude Parfaict que l’on doit la Lettre d’Hippocrate sur la prétendue folie de Démocrite, traduite du grec, 1780, in-12.